# Undulus formosus
Undulus formosus is een hooiwagen uit de familie Phalangodidae.